# Золотокіс рудочеревий
Золотокіс рудочеревий (Cossypha semirufa) — вид горобцеподібних птахів родини мухоловкових (Muscicapidae). Мешкає в Східній Африці.

## Опис
Довжина птаха становить 18 см. Тім'я і обличчя чорні, над очима білі "брови". Спина оливеово-сіро-коричнева, надхвістя руде. Центральні рульові пера хвоста темно-сіро-оливкові, решта пер оранжево-руді. Нижня частина тіла руда.

## Підвиди
Виділяють три підвиди:
- C. s. semirufa (Rüppell, 1837) — поширений в Еритреї, на півдні та заході Ефіопії, на сході Південного Судану та на півночі Кенії;
- C. s. donaldsoni Sharpe, 1895 — поширений на сході Ефіопії та на північному заході Сомалі;
- C. s. intercedens (Cabanis, 1878) — поширений в центрі і на південному сході Кенії та на півночі Танзанії.

## Поширення і екологія
Рудочереві золотокоси живуть в тропічних і субтропічних вологих гірських лісах, зокрема ялівцевих і подокарпусових, в заростях субтропічних і тропічних вологих чагарників, в садах на висоті від 1000 до 3200 м над рівнем моря.